# Design Patterns
«Приёмы объектно-ориентированного проектирования. Па́ттерны проектирования» (англ. Design Patterns: Elements of Reusable Object-Oriented Software) — книга 1994 года о программной инженерии, описывающая шаблоны проектирования программного обеспечения. Авторами книги, которых прозвали «Бандой четырёх», являются Эрих Гамма, Ричард Хелм, Ральф Джонсон, Джон Влиссидес. Предисловие написал Гради Буч.
Книга состоит из двух частей, в первых двух главах рассказывается о возможностях и недостатках объектно-ориентированного программирования, а во второй части описаны 23 классических шаблона проектирования. Примеры в книге написаны на языках программирования C++ и Smalltalk.
Книга получила награды Jolt productivity, и Software Development productivity в 1994 году. Коллектив авторов был награждён премией SIGPLAN Programming Languages Achievement Award в 2005 году за данную книгу.
Книга издана 21 октября 1994 года с отметкой копирайта 1995 года. Впервые представлена публике на встрече OOPSLA, Портланд, Орегон в октябре 1994 года. Продано более полумиллиона экземпляров книги на английском и 13 других языках. Перевод на русский издан издательством «Питер».

## Издания
- Приемы объектно-ориентированного проектирования. Паттерны проектирования / Э. Гамма, Р. Хелм, Р. Джонсон, Д. Влиссидес; [пер. с англ.: А. Слинкин науч. ред.: Н. Шалаев]. — Санкт-Петербург [и др.] : Питер, 2014. — 366 с. : ил. ; 24 см.

- Э. Гамма, Р. Хелм, Р. Джонсон, Дж. Влиссидес. Паттерны объектно-ориентированного проектирования / Пер. с англ.: А. Слинкин. — СПб.: Питер, 2021. — 448 с. — ISBN 978-5-4461-1595-2.

## Паттерны
Описанные в книге паттерны (шаблоны проектирования)
- Порождающие шаблоны проектирования
  - Abstract Factory — Абстрактная фабрика
  - Builder — Строитель
  - Factory Method — Фабричный метод
  - Prototype — Прототип
  - Singleton — Одиночка
- Структурные шаблоны проектирования
  - Adapter — Адаптер
  - Bridge — Мост
  - Composite — Компоновщик
  - Decorator — Декоратор
  - Facade — Фасад
  - Flyweight — Приспособленец
  - Proxy — Заместитель
- Поведенческие шаблоны проектирования
  - Chain of responsibility — Цепочка обязанностей
  - Command — Команда
  - Interpreter — Интерпретатор
  - Iterator — Итератор
  - Mediator — Посредник
  - Memento — Хранитель
  - Observer — Наблюдатель
  - State — Состояние
  - Strategy — Стратегия
  - Template method — Шаблонный метод
  - Visitor — Посетитель